# Reichstagswahlkreis Pfalz (Bayern) 1

Die Wahlkreisaufteilung des Deutschen Reichs.

Der Reichstagswahlkreis Pfalz (Bayern) 1 war ein Wahlkreis für die Reichstagswahlen im Deutschen Reich 1868 bis 1918.

## Allgemeines
Der Reichstagswahlkreis Pfalz (Bayern) 1 (auch Reichstagswahlkreis Ludwigshafen-Speyer genannt) umfasste die Städte Speyer, Ludwigshafen und Frankenthal sowie die umliegenden Bezirksämter. Der Wahlkreis hatte eine Fläche von 622,57 Quadratkilometer und 1871 103.696 Einwohner (166,36 Einwohner/km²). 1910 betrug die Einwohnerzahl 229.110 (368,00 Einwohner/km²). Konfessionell lag der Anteil der Protestanten leicht über dem der Katholiken. 1871 (1910) betrug der Anteil der Katholiken 47,1 % (47,5 %) und der der Protestanten 49,4 % (50,3 %). Der Wahlkreis war städtisch geprägt. 28,5 % der Einwohner lebte in Orten mit weniger als 2000 Einwohnern.

## Abgeordnete
| Wahl                         | Abgeordneter        | Partei                     | Bild |
| ---------------------------- | ------------------- | -------------------------- | ---- |
| Zollparlamentswahl 1868      | Ludwig Römmich      | Bayerische Patriotenpartei | 0    |
| Reichstagswahl 1871          | Ludwig Heydenreich  | NLP                        | 0    |
| Reichstagswahl 1874 bis 1887 | Ludwig Groß         | Freiheitspartei            |      |
| Reichstagswahl 1887 bis 1898 | Carl Clemm          | NLP                        |      |
| Reichstagswahl 1898 bis 1908 | Franz Josef Ehrhart | SPD                        |      |
| Ergänzungswahl 1908 bis 1918 | Jakob Binder        | SPD                        |      |

## Wahlen

### Zollparlamentswahl 1868
Bei der Zollparlamentswahl 1868 fand nur ein Wahlgang statt. Die Zahl der Wahlberechtigten betrug 16.350, die Zahl der Wähler 10.853. Die Wahlbeteiligung betrug 66,4 %.
| Kandidat       | Partei                     | Stimmen | in %   | Anmerkungen |
| -------------- | -------------------------- | ------- | ------ | ----------- |
| 0              | NLP                        | 5026    | 46,3 % | 0           |
| Ludwig Römmich | Bayerische Patriotenpartei | 5819    | 53,6 % | 0           |

### Reichstagswahl 1871
Bei der Reichstagswahl 1871 fand nur ein Wahlgang statt. Die Zahl der Wahlberechtigten betrug 16.430, die Zahl der Wähler 10.871. Die Wahlbeteiligung betrug 59,1 %.
| Kandidat           | Partei                     | Stimmen | in %   | Anmerkungen |
| ------------------ | -------------------------- | ------- | ------ | ----------- |
| Ludwig Heydenreich | NLP                        | 7972    | 73,1 % | 0           |
| 0                  | Bayerische Patriotenpartei | 2889    | 26,6 % | 0           |

### Reichstagswahl 1874
Bei der Reichstagswahl 1874 fand nur ein Wahlgang statt. Die Zahl der Wahlberechtigten betrug 21.354, die Zahl der Wähler 17.024. Die Wahlbeteiligung betrug 79,9 %.
| Kandidat    | Partei                     | Stimmen | in %   | Anmerkungen |
| ----------- | -------------------------- | ------- | ------ | ----------- |
| 0           | SPD                        | 752     | 4,4 %  | 0           |
| Ludwig Groß | Fortschrittspartei         | 10.839  | 63,8 % | 0           |
| 0           | Bayerische Patriotenpartei | 5402    | 31,8 % | 0           |

### Reichstagswahl 1877
Bei der Reichstagswahl 1877 fand nur ein Wahlgang statt. Die Zahl der Wahlberechtigten betrug 23.619, die Zahl der Wähler 17.476. Die Wahlbeteiligung betrug 74,2 %.
| Kandidat            | Partei                     | Stimmen | in %   | Anmerkungen |
| ------------------- | -------------------------- | ------- | ------ | ----------- |
| 0                   | SPD                        | 1.708   | 9,8 %  | 0           |
| Ludwig Groß         | Fortschrittspartei         | 10.012  | 57,3 % | 0           |
| Johann Julius Siben | Bayerische Patriotenpartei | 5414    | 31,0 % | 0           |
| 0                   | Sonstige                   | 335     | 1,9 %  | 0           |

### Reichstagswahl 1878
Bei der Reichstagswahl 1878 fand nur ein Wahlgang statt. Die Zahl der Wahlberechtigten betrug 24.096, die Zahl der Wähler 17.180. Die Wahlbeteiligung betrug 71,5 %.
| Kandidat            | Partei                     | Stimmen | in %   | Anmerkungen |
| ------------------- | -------------------------- | ------- | ------ | ----------- |
| 0                   | SPD                        | 1.676   | 9,8 %  | 0           |
| Ludwig Groß         | Fortschrittspartei         | 9.482   | 55,2 % | 0           |
| Johann Julius Siben | Bayerische Patriotenpartei | 5399    | 31,4 % | 0           |
| 0                   | Sonstige                   | 612     | 3,6 %  | 0           |

### Reichstagswahl 1881
Bei der Reichstagswahl 1881 fand nur ein Wahlgang statt. Die Zahl der Wahlberechtigten betrug 24.306, die Zahl der Wähler 13.011. Die Wahlbeteiligung betrug 53,7 %.
| Kandidat            | Partei                     | Stimmen | in %   | Anmerkungen |
| ------------------- | -------------------------- | ------- | ------ | ----------- |
| 0                   | SPD                        | 2912    | 22,4 % | 0           |
| Ludwig Groß         | NLP                        | 6541    | 50,3 % | 0           |
| 0                   | Linksliberale              | 47      | 0,3 %  | 0           |
| Johann Julius Siben | Bayerische Patriotenpartei | 3170    | 24,4 % | 0           |
| 0                   | Sonstige                   | 298     | 2,3 %  | 0           |

### Reichstagswahl 1884
Bei der Reichstagswahl 1884 fanden zwei Wahlgänge statt. Die Zahl der Wahlberechtigten beim ersten Wahlgang betrug 25.866, die Zahl der Wähler 19.183. Die Wahlbeteiligung betrug 74,4 %.
| Kandidat            | Partei                     | Stimmen | in %   | Anmerkungen |
| ------------------- | -------------------------- | ------- | ------ | ----------- |
| 0                   | SPD                        | 4822    | 25,1 % | 0           |
| Ludwig Groß         | NLP                        | 8516    | 44,4 % | 0           |
| 0                   | Linksliberale              | 1091    | 5,6 %  | 0           |
| Johann Julius Siben | Bayerische Patriotenpartei | 4752    | 24,8 % | 0           |

Bei der Stichwahl betrug die Zahl der Wähler 18.015. Die Wahlbeteiligung betrug 70,1 %.
| Kandidat    | Partei | Stimmen | in %   | Anmerkungen |
| ----------- | ------ | ------- | ------ | ----------- |
| 0           | SPD    | 7259    | 40,3 % | 0           |
| Ludwig Groß | NLP    | 10.756  | 59,7 % | 0           |

### Reichstagswahl 1887
Bei der Reichstagswahl 1887 fand nur ein Wahlgang statt. Die Zahl der Wahlberechtigten betrug 27.794, die Zahl der Wähler 23.848. Die Wahlbeteiligung betrug 86,1 %.
| Kandidat            | Partei  | Stimmen | in %   | Anmerkungen |
| ------------------- | ------- | ------- | ------ | ----------- |
| 0                   | SPD     | 4052    | 17,0 % | 0           |
| Carl Clemm          | NLP     | 12.986  | 54,4 % | 0           |
| Johann Julius Siben | Zentrum | 6793    | 28,5 % | 0           |

### Reichstagswahl 1890
Die Deutsche Freisinnige und die Deutsche Volkspartei einigen sich im Vorfeld auf den Deutsch-Freisinnigen Kandidaten Eisele. Die Reichsleitung des Zentrums riet zu Unterstützung dieses Kandidatens, die lokale Zentrumsorganisation nominiert stattdessen erneut Johann Julius Siben. 
Bei der Reichstagswahl 1890 fanden zwei Wahlgänge statt. Die Zahl der Wahlberechtigten beim ersten Wahlgang betrug 29.222, die Zahl der Wähler 23.540. Die Wahlbeteiligung betrug 80,7 %.
| Kandidat            | Partei        | Stimmen | in %   | Anmerkungen |
| ------------------- | ------------- | ------- | ------ | ----------- |
| Franz Josef Ehrhart | SPD           | 5993    | 25,5 % | 0           |
| Carl Clemm          | NLP           | 10.379  | 44,1 % | 0           |
| Eisele              | Linksliberale | 1088    | 4,6 %  | 0           |
| Johann Julius Siben | Zentrum       | 6068    | 25,8 % | 0           |

Vor der Stichwahl traf das Zentrum ein inoffizielles Wahlabkommen mit der SPD. Das Zentrum rief im Wahlkreis 237 (München 1) zur Enthaltung auf, die SPD rief im Gegenzug zu Enthaltung oder zur Wahl des Zentrum im Reichstagswahlkreis Pfalz (Bayern) 1 auf.
Bei der Stichwahl betrug die Zahl der Wähler 24.681. Die Wahlbeteiligung betrug 85,2 %.
| Kandidat            | Partei  | Stimmen | in %   | Anmerkungen |
| ------------------- | ------- | ------- | ------ | ----------- |
| Carl Clemm          | NLP     | 13.494  | 54,7 % | 0           |
| Johann Julius Siben | Zentrum | 11.187  | 45,3 % | 0           |

### Reichstagswahl 1893
Bei der Reichstagswahl 1893 fanden zwei Wahlgänge statt. Die Zahl der Wahlberechtigten beim ersten Wahlgang betrug 31.289, die Zahl der Wähler 26.158. Die Wahlbeteiligung betrug 83,6 %.
| Kandidat            | Partei                  | Stimmen | in %   | Anmerkungen |
| ------------------- | ----------------------- | ------- | ------ | ----------- |
| Franz Josef Ehrhart | SPD                     | 7433    | 28,5 % | 0           |
| Carl Clemm          | NLP                     | 12.103  | 46,4 % | 0           |
| Karl Merkle         | Freisinnige Volkspartei | 407     | 1,6 %  | 0           |
| Johann Julius Siben | Zentrum                 | 6130    | 23,5 % | 0           |

Es erfolgten keine Wahlkreisabkommen. Um zu verhindern, dass Zentrum-Wähler von einem Stichwahlbündnis (analog der letzten Wahl) ausgehen würden, rief das Zentrum in der Stichwahl explizit zur Enthaltung auf.
Bei der Stichwahl betrug die Zahl der Wähler 22.667. Die Wahlbeteiligung betrug 72,4 %.
| Kandidat            | Partei | Stimmen | in %   | Anmerkungen |
| ------------------- | ------ | ------- | ------ | ----------- |
| Franz Josef Ehrhart | SPD    | 8134    | 36,3 % | 0           |
| Carl Clemm          | NLP    | 14.256  | 63,7 % | 0           |

### Reichstagswahl 1898
NLP und BdL einigen sich nach langen Verhandlungen und mehreren gescheiterten Versuchen auf den BdL-Kandidaten Mechtersheimer, der aber im Reichstag der NLP-Fraktion beitreten sollte. Clemm musste daher auf eine erneute Kandidatur verzichten, weil er von BdL nicht akzeptiert wurde. 
Bei der Reichstagswahl 1898 fanden zwei Wahlgänge statt. Die Zahl der Wahlberechtigten beim ersten Wahlgang betrug 35.365, die Zahl der Wähler 28.415. Die Wahlbeteiligung betrug 80,3 %.
| Kandidat                     | Partei                  | Stimmen | in %   | Anmerkungen |
| ---------------------------- | ----------------------- | ------- | ------ | ----------- |
| Franz Josef Ehrhart          | SPD                     | 12.008  | 42,4 % | 0           |
| Johann Martin Mechtersheimer | NLP                     | 9304    | 32,9 % | 0           |
| Karl Merkle                  | Freisinnige Volkspartei | 398     | 1,4 %  | 0           |
| Johann Julius Siben          | Zentrum                 | 6566    | 23,2 % | 0           |

Viele NLP-Wähler lehnten die Wahl von Mechtersheimer ab, sein Ergebnis lag deutlich hinter dem der letzten Wahl zurück. Für die Stichwahl hatten Zentrum und NLP reichsweit ein Stichwahlbündnis vereinbart. Im Reichstagswahlkreis Pfalz (Bayern) 1 weigerte sich das lokale Zentrum diesen Beschluss umzusetzen. Mechtersheimer erschien den Zentrum wegen seiner Mitgliedschaft im Evangelischen Bund unwählbar. Das Zentrum rief daher zur Enthaltung auf. Einzelne führende Zentrums-Mitglieder riefen gar zur SPD-Wahl auf.
Bei der Stichwahl betrug die Zahl der Wähler 28.554. Die Wahlbeteiligung betrug 80,7 %.
| Kandidat                     | Partei | Stimmen | in %   | Anmerkungen |
| ---------------------------- | ------ | ------- | ------ | ----------- |
| Franz Josef Ehrhart          | SPD    | 15.471  | 55,1 % | 0           |
| Johann Martin Mechtersheimer | NLP    | 12.602  | 44,9 % | 0           |

### Reichstagswahl 1903
Im Gegensatz zur letzten Wahl gab es keine BdL-NLP Zusammenarbeit. Man zerstritt sich stattdessen und kündigte einen „Kampf bis aufs Messer“ an. Die Freisinnige Volkspartei unterstützte den NLP-Kandidaten.
Bei der Reichstagswahl 1903 fanden zwei Wahlgänge statt. Die Zahl der Wahlberechtigten beim ersten Wahlgang betrug 41.754, die Zahl der Wähler 36.507. Die Wahlbeteiligung betrug 87,4 %.
| Kandidat            | Partei  | Stimmen | in %   | Anmerkungen  |
| ------------------- | ------- | ------- | ------ | ------------ |
| Franz Josef Ehrhart | SPD     | 16.567  | 45,5 % | 0            |
| August Golzen       | NLP     | 6990    | 19,2 % | Gutsbesitzer |
| Johann Julius Siben | Zentrum | 8095    | 22,2 % | 0            |
| Eugen Abresch       | BdL     | 4745    | 13,0 % | Gutsbesitzer |

In der Stichwahl rief die NLP zur Enthaltung auf. Damit sah das Zentrum keine Chance mehr auf einen Sieg und rief seinerseits zur Enthaltung auf und gab damit die Wahl verloren. Der BdL bot ein Stichwahlabkommen (gegen die Unterstützung des Zentrums in WK 255) an, das Zentrum lehnte dies jedoch wegen mangelnder Erfolgsaussichten ab. Eine solche Aufgabe vor der Stichwahl war bei Reichstagswahlen sehr selten aber nicht einzigartig. Vergleichbare Aufgaben gab es auch 1898 im Wahlkreis 53 (Guben-Lübben) oder 1890 im Wahlkreis 271 (Dinkelsbühl).
In den Medien wurde spekuliert, dass das Zentrum de Kosten für den Wahlkampf sparen wolle oder bei der SPD für künftige Absprachen etwas gut haben wolle. Kritisiert wurde, dass damit das Wahlgeheimnis faktisch aufgehoben war: Jeder Teilnehmer der Stichwahl outete sich als Sozialist.
Bei der Stichwahl betrug die Zahl der Wähler 15.209. Die Wahlbeteiligung betrug erwartungsgemäß nur 36,4 %.
| Kandidat            | Partei  | Stimmen | in %   | Anmerkungen |
| ------------------- | ------- | ------- | ------ | ----------- |
| Franz Josef Ehrhart | SPD     | 14.777  | 99,2 % | 0           |
| Johann Julius Siben | Zentrum | 112     | 0,8 %  | 0           |

### Reichstagswahl 1907
BdL und NLP einigen sich auf den NLP Kandidaten, den Gutsbesitzer Buhl. Jungliberale und FVP und DVP schlossen sich diesem Kandidaten anan. 
Bei der Reichstagswahl 1907 fanden zwei Wahlgänge statt. Die Zahl der Wahlberechtigten beim ersten Wahlgang betrug 44.931, die Zahl der Wähler 40.585. Die Wahlbeteiligung betrug 90,3 %.
| Kandidat            | Partei  | Stimmen | in %   | Anmerkungen |
| ------------------- | ------- | ------- | ------ | ----------- |
| Franz Josef Ehrhart | SPD     | 18.539  | 45,9 % | 0           |
| Franz Armand Buhl   | NLP     | 13.708  | 33,9 % | 0           |
| Franz Hermann Laven | Zentrum | 8169    | 20,2 % | 0           |

Das Zentrum rief in der Stichwahl zur Enthaltung auf. Es sollte aber auf keinen Fall ein Wähler für Buhl stimmen.
Bei der Stichwahl betrug die Zahl der Wähler 38.172. Die Wahlbeteiligung betrug 85,0 %.
| Kandidat            | Partei | Stimmen | in %   | Anmerkungen |
| ------------------- | ------ | ------- | ------ | ----------- |
| Franz Josef Ehrhart | SPD    | 21.826  | 58,0 % | 0           |
| Franz Armand Buhl   | NLP    | 15.794  | 42,0 % | 0           |

### Ergänzungswahl 1908
NLP und BdL sprachen sich für Arthur von Posadowsky-Wehner als gemeinsamen Kandidaten aus, der auch im Zentrum große Sympathie genoss. Das Zentrum lehnt ihn aber als gemeinsamen Kandidaten ab. Posadowsky verzichtet daraufhin auf eine Kandidatur und Buhl kandidiert für NLP und BdL. Das Zentrum verzichtete auf einen eigenen Kandidaten und rief zur Enthaltung auf.
Bei der Ergänzungswahl 1908 fand ein Wahlgang statt. Die Zahl der Wahlberechtigten betrug 45.802, die Zahl der Wähler 32.472. Die Wahlbeteiligung betrug 70,9 %.
| Kandidat          | Partei | Stimmen | in %   | Anmerkungen |
| ----------------- | ------ | ------- | ------ | ----------- |
| Jakob Binder      | SPD    | 19.293  | 61,3 % | 0           |
| Franz Armand Buhl | NLP    | 12.165  | 38,7 % | 0           |

### Reichstagswahl 1912
Bei der Reichstagswahl 1912 fanden ein Wahlgang statt. Die Zahl der Wahlberechtigten betrug 49.440, die Zahl der Wähler 43.213. Die Wahlbeteiligung betrug 87,4 %.
| Kandidat     | Partei  | Stimmen | in %   | Anmerkungen                |
| ------------ | ------- | ------- | ------ | -------------------------- |
| Jakob Binder | SPD     | 21.811  | 50,9 % | 0                          |
| Hans Knoll   | NLP     | 10.786  | 25,2 % | Fabrikant aus Ludwigshafen |
| Schöndorf    | Zentrum | 10.247  | 23,9 % | 0                          |